# Anthony Ndolo
Anthony Odhiambo Ndolo – kenijski piłkarz grający na pozycji napastnika. W swojej karierze rozegrał 8 meczów i strzelił 4 gole w reprezentacji Kenii.

## Kariera klubowa
W swojej karierze piłkarskiej Ndolo grał w klubach Gor Mahia i ugandyjskim Kampala City Conucil.

## Kariera reprezentacyjna
W reprezentacji Kenii Ndolo zadebiutował 16 lipca 1989 roku w wygranym 3:2 meczu kwalifikacji do Pucharu Narodów Afryki 1990 z Malawi, rozegranym w Blantyre i w debiucie strzelił gola. W 1990 roku został powołany do kadry na Puchar Narodów Afryki 1990. Na tym turnieju rozegrał dwa mecze grupowe: z Zambią (0:1) i z Kamerunem (0:2). W kadrze narodowej od 1989 do 1990 wystąpił 8 razy i strzelił 4 gole.